# انتخابات الرئاسة الإيرانية 2001
انتخابات الرئاسة الإيرانية 2001 هي الانتخابات الرئاسية التي جرت في 8 يونيو 2001، في إيران، لانتخاب رئيس الجمهورية الإسلامية الإيرانية، فاز بالانتخابات محمد خاتمي.